# Dasht-e Kavir
Il Dasht-e Kavir (in persiano: دشت كوير), noto anche come Kavir-e Namak o Grande deserto salato, è un vasto deserto situato nel cuore del'altopiano iraniano. Si estende per circa 800 chilometri in lunghezza e 320 chilometri in larghezza, ricoprendo un'area complessiva di 77.600 chilometri quadrati. È considerato il 23° deserto più grande del mondo. L'area si sviluppa dalla catena montuosa dell'Elburz, a nord-ovest, fino al Dasht-e Lut, a sud-est, e interessa le regioni iraniane di Khorasan, Semnan, Teheran, Esfahan e Yazd. Il toponimo deriva dalla presenza di paludi salate, localmente dette kavir.

## Clima e conformazione
Il clima del Dasht-e Kavir è caratterizzato da scarse precipitazioni ed elevate temperature. In estate si registrano valori termici che possono raggiungere i 50 °C, mentre la temperatura media nel mese di gennaio si attesta intorno ai 22 °C. L'escursione termica annua tra il giorno e la notte può raggiungere i 70 °C e le precipitazioni si concentrano di norma nella stagione invernale.
Il suolo è prevalentemente composto da sabbia e ciottoli, con la presenza di paludi, laghi e uadi. Le alte temperature favoriscono un processo di evaporazione intenso, che lascia croste saline in corrispondenza di paludi e aree fangose. Le frequenti tempeste possono dar luogo a formazioni di dune che raggiungono i 40 metri di altezza. In alcune sezioni, il territorio desertico presenta caratteristiche simili alla steppa.
In epoche successive all'ultima glaciazione, il monsone asiatico si estendeva sino alle aree centrali dell'Iran, determinando piogge abbondanti che formarono numerosi laghi nei bacini chiusi dell'altopiano. Tracce come ampi litorali a diverse altitudini testimoniano la presenza di specchi d'acqua monsonici post-glaciali, fattore che potrebbe spiegare lo sviluppo di importanti civiltà del passato in un territorio oggi in gran parte desertico.

## Flora e fauna
Le specie vegetali presenti nel Dasht-e Kavir si sono adattate alle condizioni ambientali estreme, contraddistinte da alte temperature, forte aridità e suoli salini. Arbusti ed erbe sono limitati ad alcune valli e alle cime montane; la pianta maggiormente diffusa è l'artemisia comune.
Per quanto riguarda l'avifauna, il Podoces abita alcuni settori dell'altopiano desertico assieme all'ubara, agli Alaudidi e agli Pteroclidi. Le gazzelle frequentano le regioni di steppa e le aree più aride dell'altopiano. Pecore selvatiche, capre e leopardi sono diffusi nelle zone montane, mentre nelle ore notturne si possono osservare gatti selvatici, lupi, volpi e altri carnivori. In alcune zone del deserto sono presenti onagri e ghepardi asiatici. Lucertole e serpenti popolano diverse aree degli altopiani centrali.

## Agricoltura
Le intense temperature e le frequenti tempeste facilitano i processi erosivi, rendendo molto difficile la coltivazione dei terreni. L'area è quasi priva di insediamenti umani e risulta scarsamente sfruttata. Le attività economiche principali sono l'allevamento di cammelli e pecore, accompagnato da forme di agricoltura di sussistenza. Gli insediamenti, di dimensioni ridotte, si concentrano in prossimità delle oasi, dove vengono costruite strutture frangivento per contrastare le condizioni atmosferiche avverse.
Per l'approvvigionamento idrico, la tecnica tradizionale è il qanat, un sistema di pozzi e gallerie sotterranee che attingono acqua dalle falde freatiche. Questa modalità di irrigazione, sviluppata in Iran, costituisce la base di molti moderni sistemi irrigui impiegati in diverse parti del mondo.

## Caratteristiche
Nella sezione centrale del Dasht-e Kavir si estende il Kavir Buzurg, con una lunghezza di circa 320 chilometri e una larghezza di 160. A ovest si trova il lago Darya-ye Namak (1.800 km²), che presenta ampie distese salate dal caratteristico disegno a mosaico. L'area include anche una zona ecologica protetta di circa 4.000 km², corrispondente al Parco nazionale di Kavir. Tra le aree più inospitali del Dasht-e Kavir si annovera il Rig-e Jenn, un tratto desertico noto per l'estrema aridità e la difficoltà di attraversamento.